# Berlin-Waidmannslust

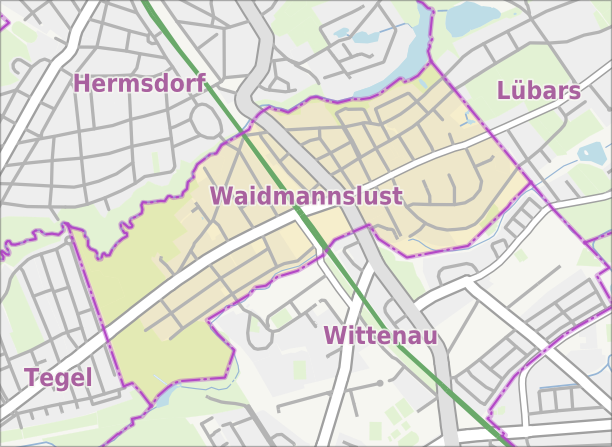
Waidmannslust

Waidmannslust ist ein Berliner Ortsteil des Bezirks Reinickendorf.

## Geographie
Der Ortsteil Waidmannslust liegt westlich von Lübars und wird durch den Waidmannsluster Damm/Zabel-Krüger-Damm in zwei Bereiche geteilt. Während der nördliche und westliche Teil eine zum angrenzenden Hermsdorf ähnliche villen- und landhausartige Bebauung aufweist, ist der östliche Teil (Schwarzwaldsiedlung, auch ‚Rollbergsiedlung‘ genannt) von Hochhäusern wie im nahegelegenen Märkischen Viertel geprägt.
Der Packereigraben bildet die Grenze zum südlich gelegenen Nachbarortsteil Wittenau.

## Geschichte
Waidmannslust geht auf eine Villenkolonie zurück, die auf den 1875 durch den Förster und Gastwirt Ernst Bondick erworbenen Ländereien gegründet wurde. Das Gebiet erhielt seinen Namen durch das von Bondick geführte Gasthaus Waidmannslust.
Im Jahr 1884 erhielt die Kolonie einen eigenen Haltepunkt an der Berliner Nordbahn, den heutigen Bahnhof Waidmannslust. In den Jahren zwischen 1908 und 1912 wurde die Strecke auf ihr heutiges Niveau hochgelegt; auch das Bahnhofsgebäude und die Brücken über den Waidmannsluster Damm stammen aus dieser Zeit und stehen heute unter Denkmalschutz.
Seit 1913 ist die Königin-Luise-Kirche an der Bondick- / Ecke Hochjagdstraße (ehemals: Kirchstraße) die weithin sichtbare Landmarke des Ortsteils.
1920 wurde Waidmannslust als Teil der Landgemeinde Lübars aus dem Landkreis Niederbarnim in der preußischen Provinz Brandenburg nach Groß-Berlin eingemeindet und gehört seitdem zum Berliner Bezirk Reinickendorf.
Am 2. Mai 1929 wurde die Straßenbahnstrecke entlang der Wittenauer Cyclopstraße (heute teilweise die Jean-Jaurès-Straße) bis zum Bahnhof Waidmannslust verlängert. Bis zum Ende des Zweiten Weltkriegs verkehrte hier die Linie 68.
Nach 1945 war Waidmannslust Teil des französischen Sektors von Berlin. Die Residenz des französischen Stadtkommandanten in Berlin befand sich in der Bondickstraße 1–4. In Waidmannslust war zudem die DIWAG Chemische Fabriken AG ansässig.

## Bevölkerung
| Jahr | Einwohner |
| ---- | --------- |
| 1950 | 05.677    |
| 1960 | 05.927    |
| 1970 | 10.425    |
| 1987 | 10.346    |
| 2000 | 10.412    |

| Jahr | Einwohner |
| ---- | --------- |
| 2007 | 10.102    |
| 2010 | 09.661    |
| 2015 | 10.511    |
| 2020 | 11.088    |
| 2021 | 11.027    |
| 2022 | 11.240    |
| 2023 | 11.263    |
| 2024 | 11.408    |

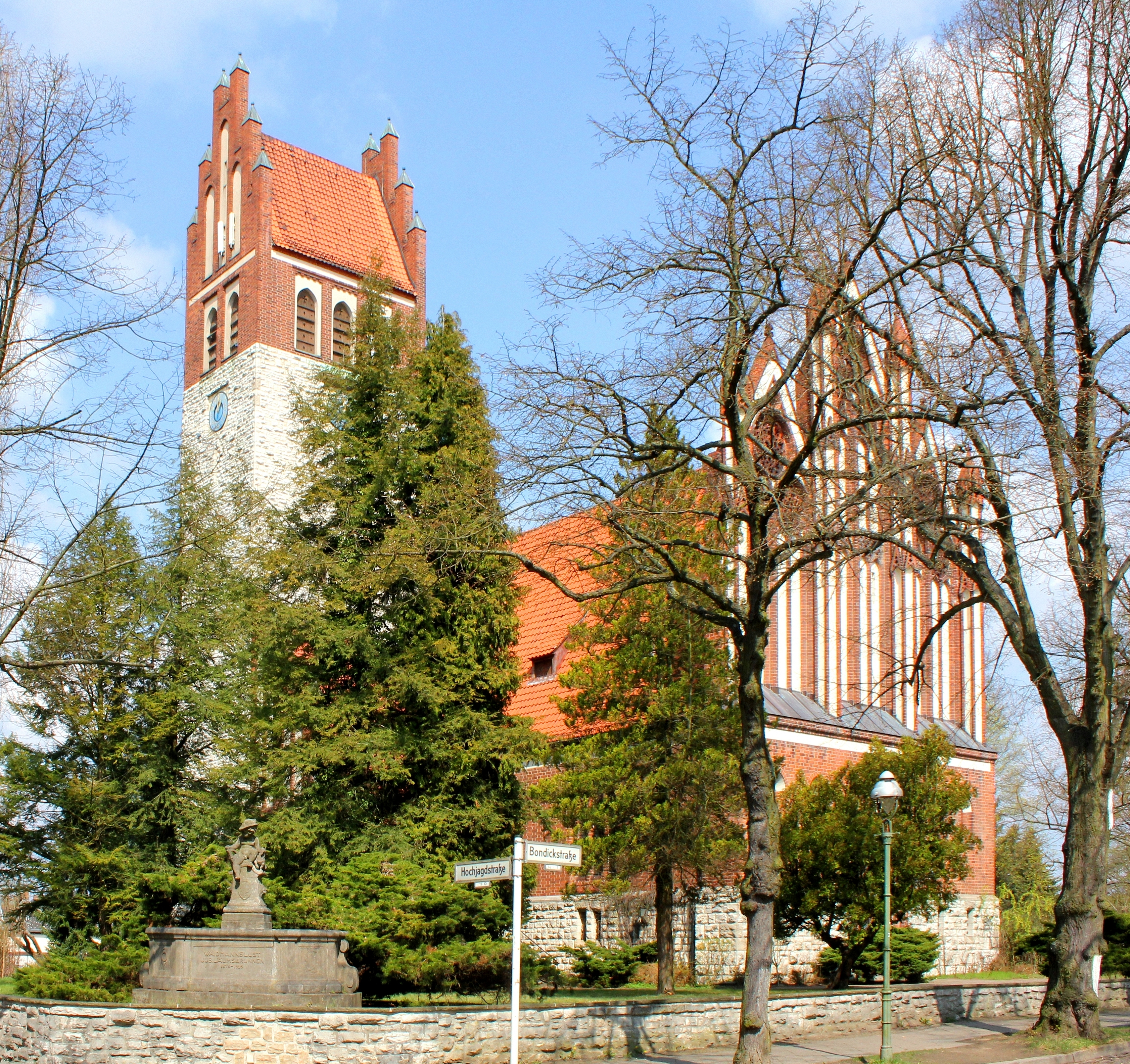
Königin-Luise-Kirche

Quellen: 1950–1987: Statistisches Jahrbuch von Berlin (jeweilige Jahre); ab 2007: Einwohnerregisterstatistik Berlin Amt für Statistik Berlin-Brandenburg (jeweilige Jahre)

## Sehenswürdigkeiten

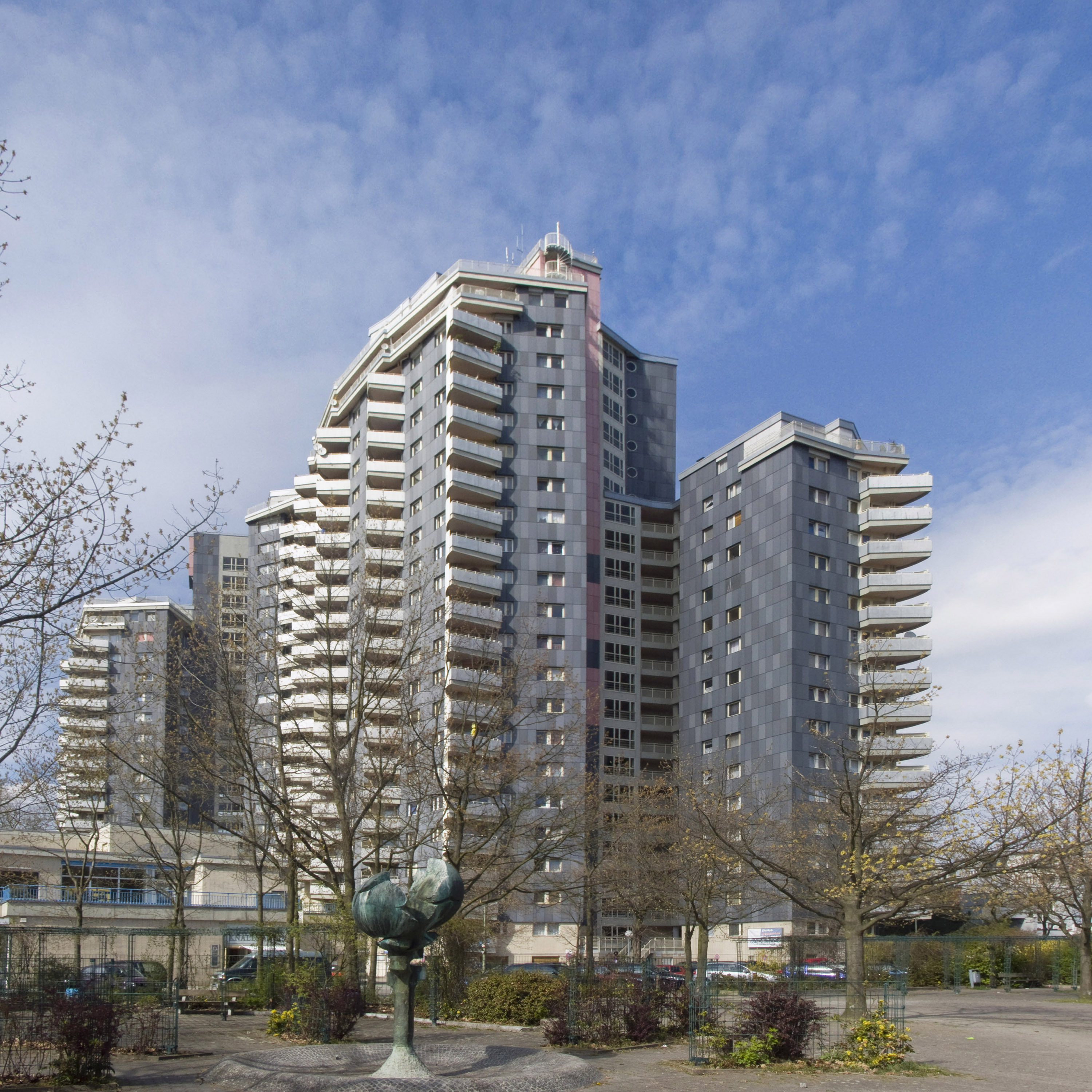
Wohnhochhaus Zabel-Krüger-Damm 50–52

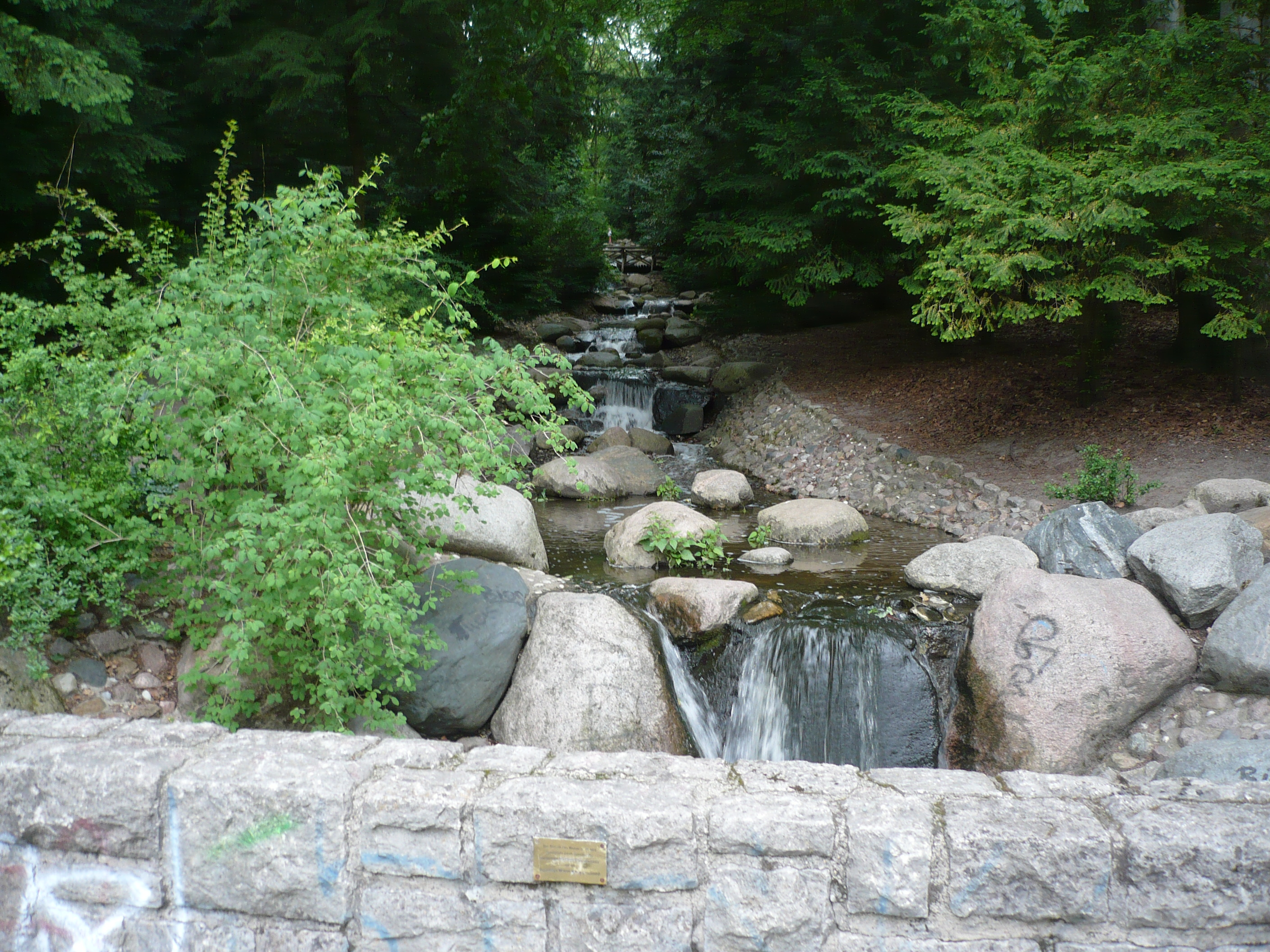
Wasserfall Steinbergpark

- Königin-Luise-Kirche (evangelisch), Bondickstraße 14
- Regina-Mundi-Kapelle (ehemals katholisch), Oraniendamm 51
- Jubiläumsbrunnen, 1925 anlässlich des 50-jährigen Jubiläums von Waidmannslust auf dem Gelände der Königin-Luise-Kirche errichtet
- Schwarzwaldsiedlung, Großsiedlung mit Bauten von Josef Paul Kleihues und Hans Scharoun
- Steinbergpark, 35 ha große Parkanlage mit Berlins höchstem Wasserfall (60 Höhenmeter) und Rodelbahn

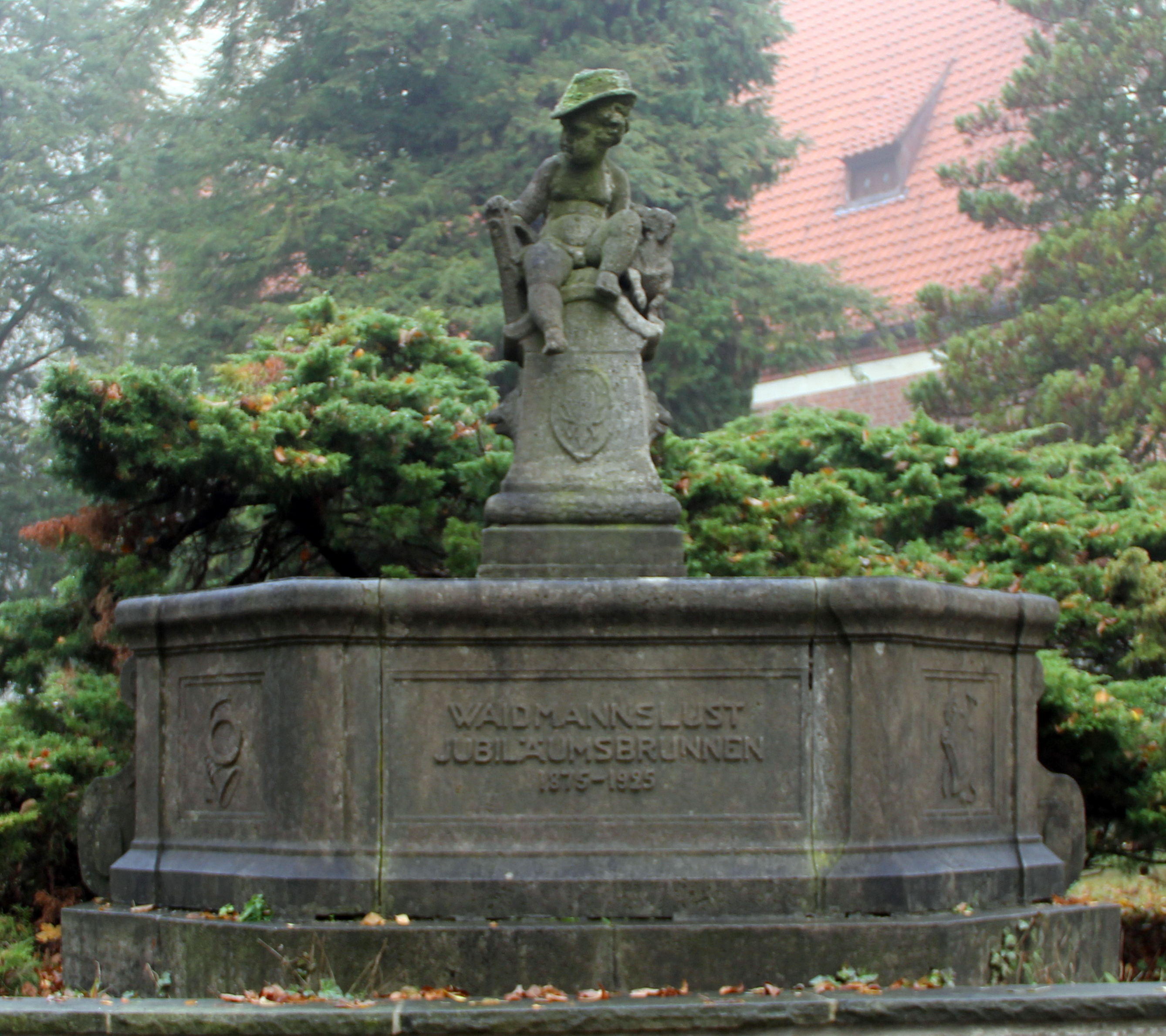
Jubiläumsbrunnen
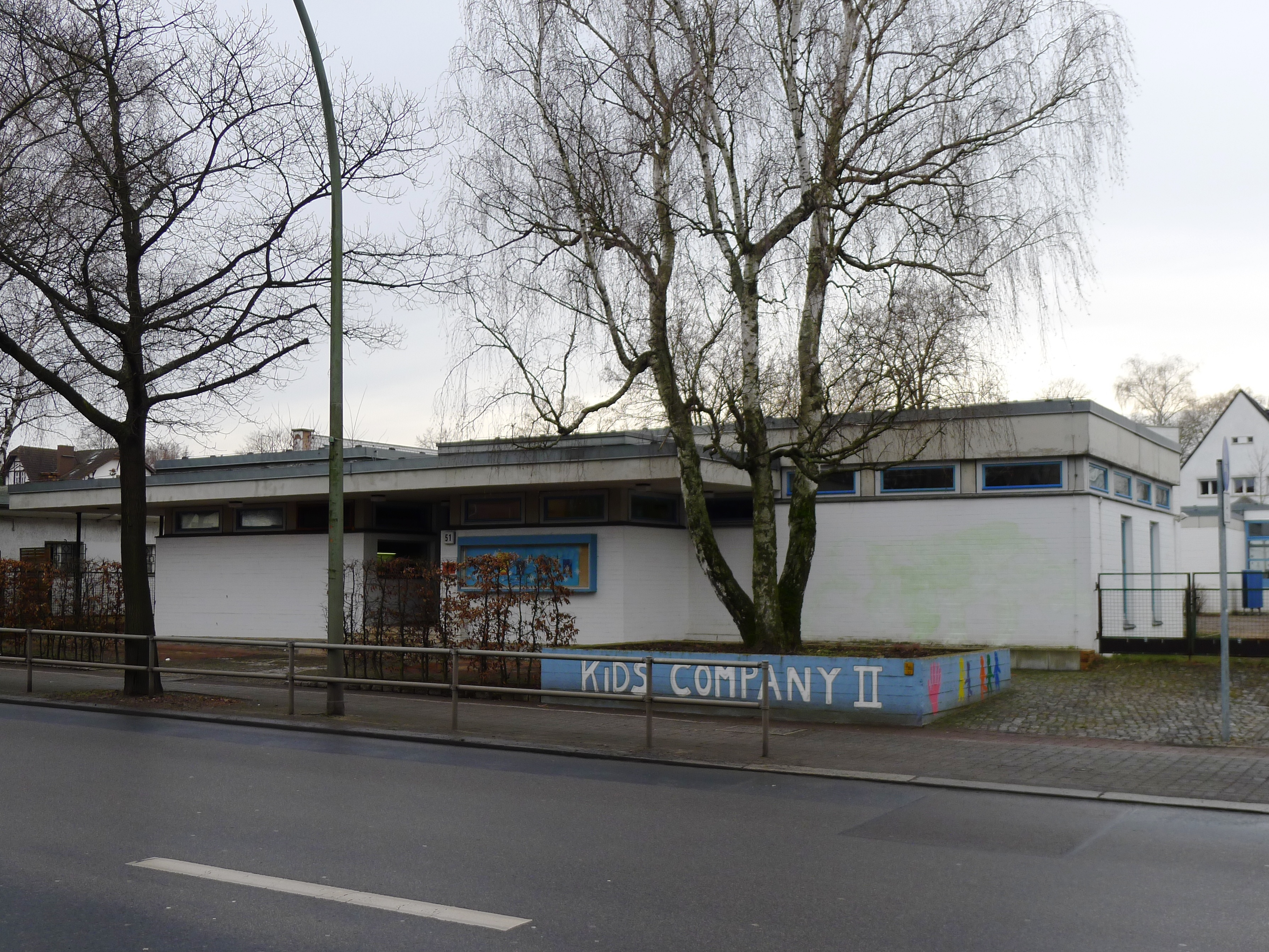
Regina-Mundi-Kapelle
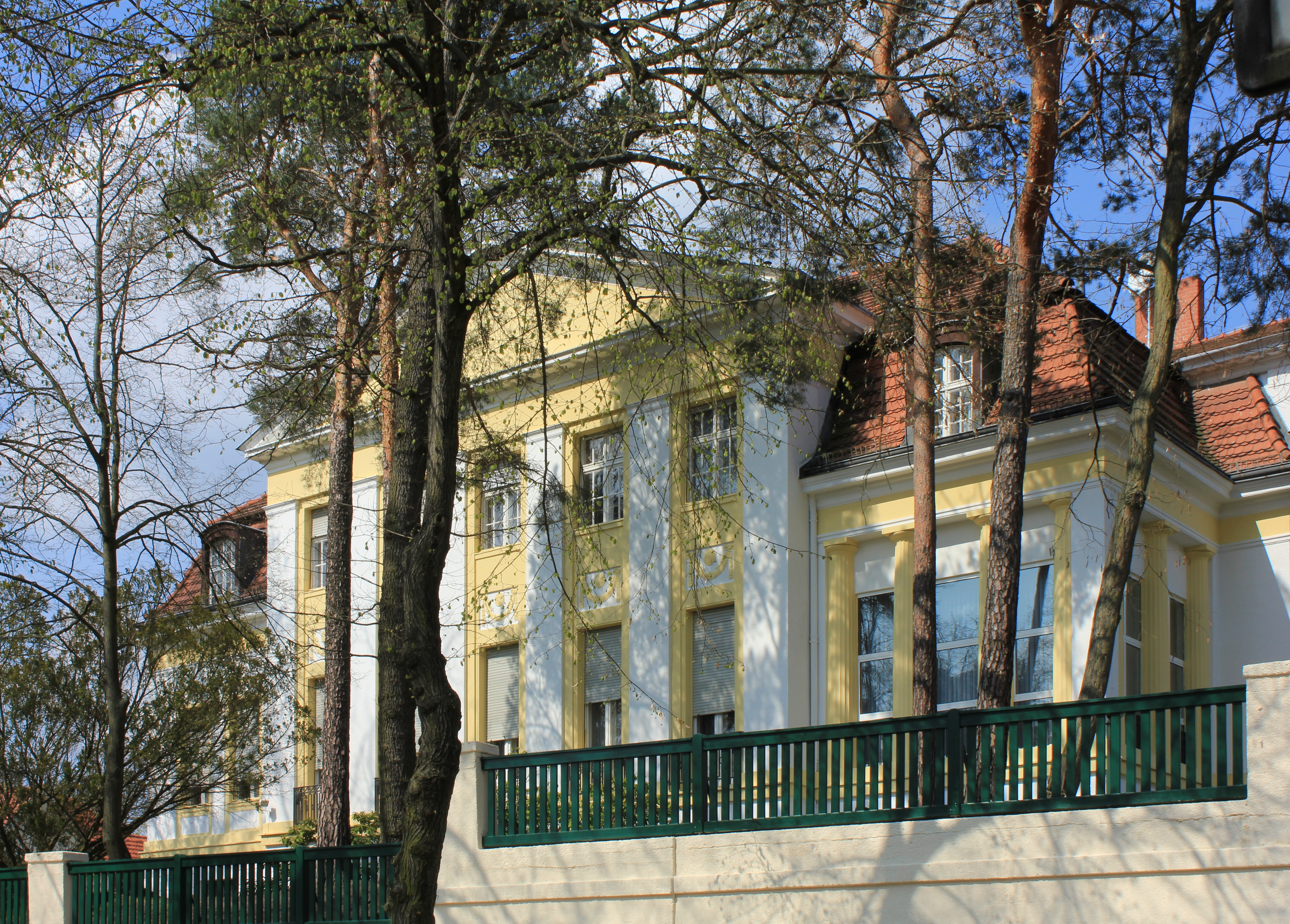
Ehemalige Residenz des französischen Stadt- kommandanten Berlins

## Verkehr

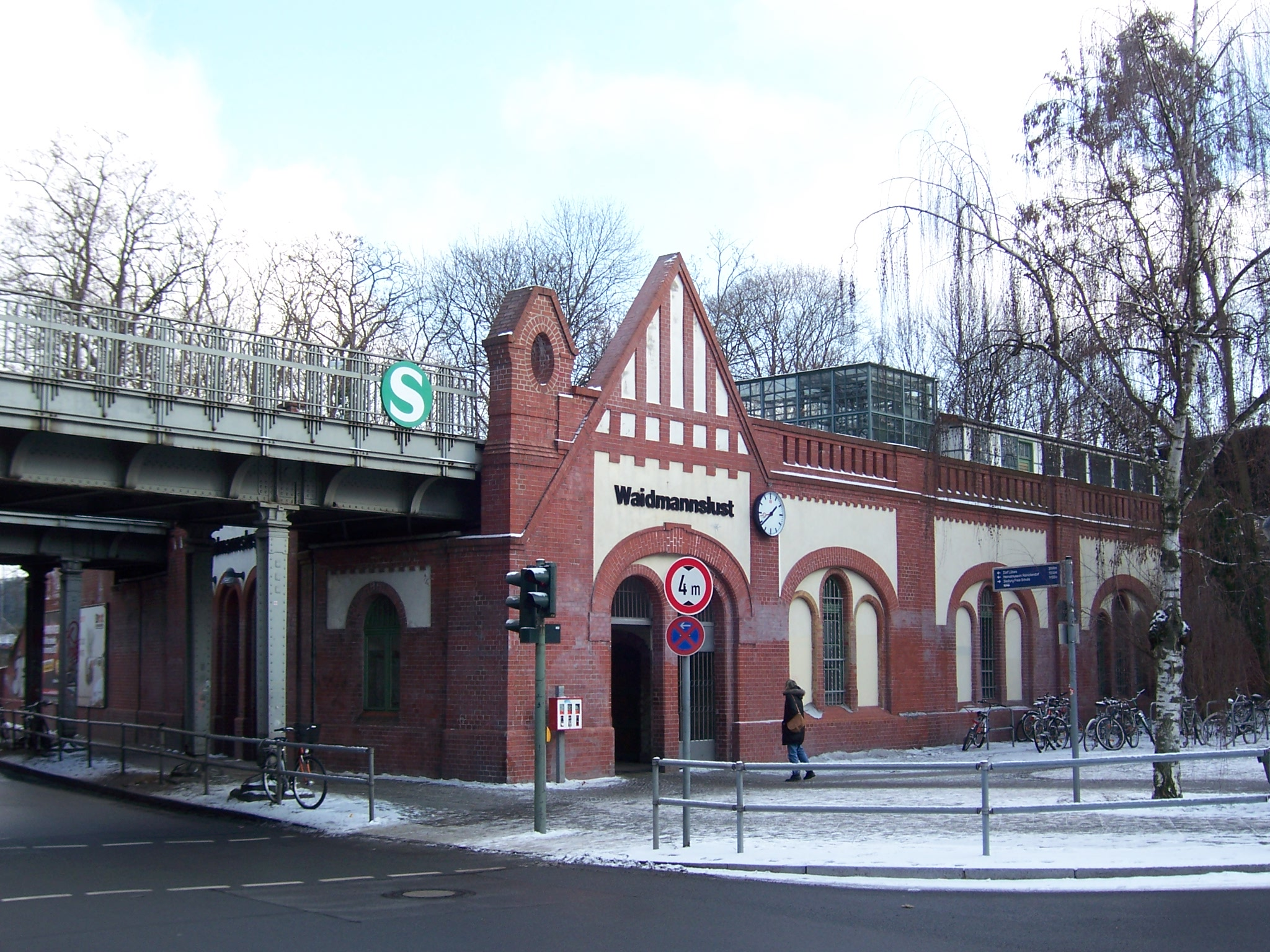
S-Bahnhof Waidmannslust

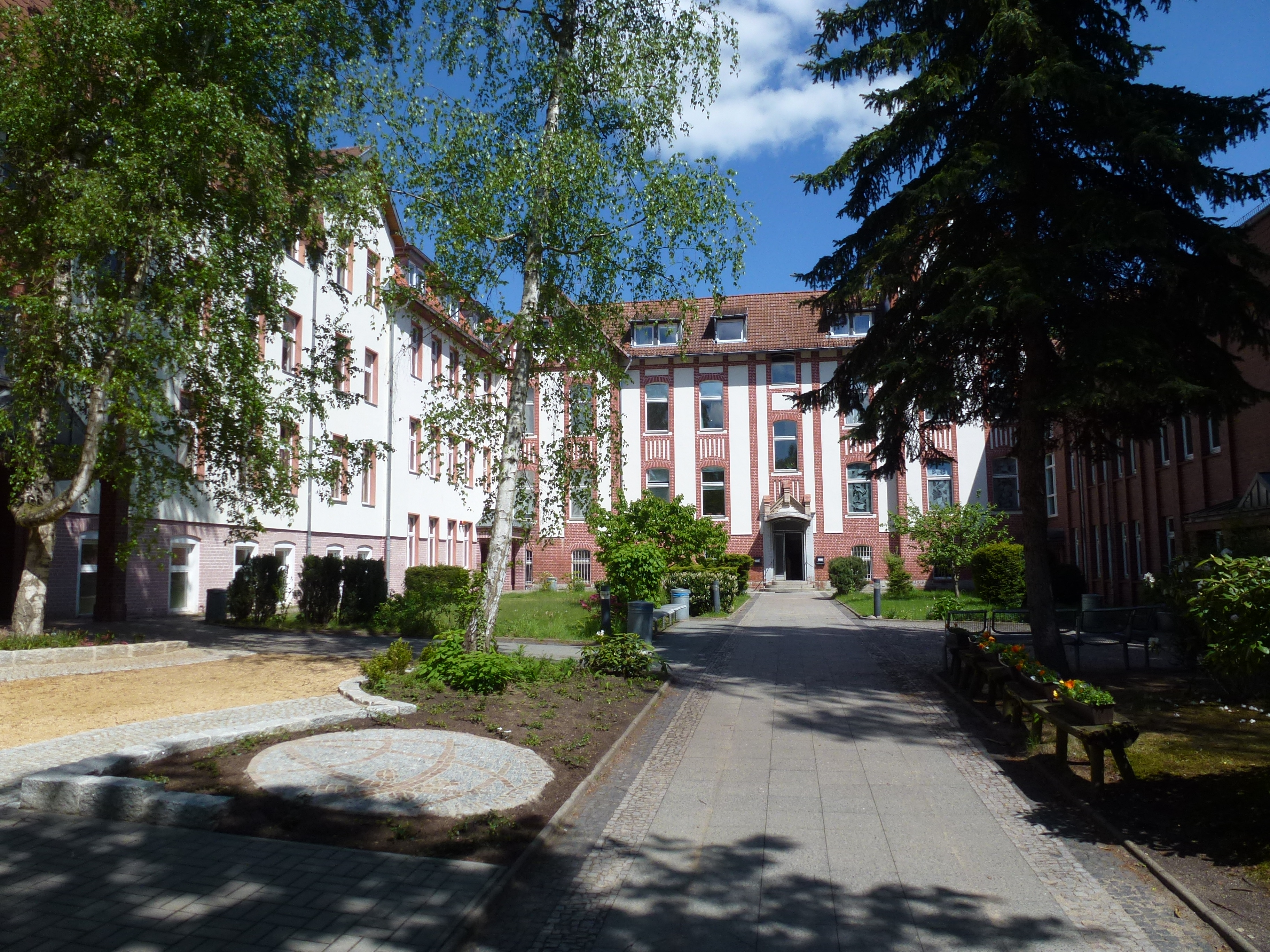
Katholische Schule Salvator

Waidmannslust liegt an der Berliner Nordbahn. Am S-Bahnhof Waidmannslust halten die Züge der S-Bahn-Linien S1 (Oranienburg – Friedrichstraße – Wannsee) und S85 (Frohnau – Ostkreuz – Schöneweide/Grünau).
Mehrere Buslinien erschließen den Ortsteil.
Hauptverkehrsstraßen sind der Oraniendamm (Bundesstraße B 96), der in Nordwest-Südost-Richtung verläuft und vom Straßenzug Waidmannsluster/Zabel-Krüger-Damm gekreuzt wird.

## Schulen
- Münchhausen-Grundschule, Artemisstraße 22–26
- Grundschule in den Rollbergen, Waldshuter Zeile 6
- Katholische Schule Salvator (Grundschule, integrierte Sekundarschule, Gymnasium), Fürst-Bismarck-Straße 8–10

## Persönlichkeiten
- Jakob Stoller (1873–1930), Geologe, lebte in Waidmannslust
- Robert Henseling (1883–1964), Astronom, lebte in Waidmannslust
- Elga Brink (1905–1985), Schauspielerin, in Waidmannslust geboren
- Gertrud Lehmann-Waldschütz (1905–2001), Schriftstellerin, in Waidmannslust geboren
- Marianne Sydow (1944–2013), Science-Fiction-Schriftstellerin, lebte in Waidmannslust
- Marlies Wanjura (1945–2024), Politikerin (CDU), ehemalige Bezirksbürgermeisterin von Reinickendorf, lebte in Waidmannslust
- Björn Wohlert (* 1988), Politiker (CDU), in Waidmannslust aufgewachsen